# Emet we-Jaziw
Emet we-Jaziw (hebräisch אֱמֶת וְיָצִיב) ist ein traditionelles jüdisches Gebet. Es schließt direkt an das Schma an und wird im Schacharit gesprochen.

## Struktur

### Emet we-Jaziw
Emet we-Jaziw  (hebräisch אֱמֶת וְיָצִיב ‚wahr und feststehend‘) bildet den ersten Abschnitt. Das Wort Emet (wahr) wird direkt ohne Unterbrechung an das vorhergehende Schma angehängt. Erst das we-Jaziw (und feststehend) wird betont als das erste Wort des Emet we-Jaziw.

## Text und Übersetzung
| אֱמֶת וְיָצִיב וְנָכון וְקַיָּם וְיָשָׁר וְנֶאֱמָן וְאָהוּב וְחָבִיב וְנֶחְמָד וְנָעִים וְנורָא וְאַדִּיר וּמְתֻקָּן וּמְקֻבָּל וְטוב וְיָפֶה הַדָּבָר הַזֶּה עָלֵינוּ לְעולָם וָעֶד: אֱמֶת. אֱלהֵי עולָם מַלְכֵּנוּ. צוּר יַעֲקב מָגֵן יִשְׁעֵנוּ. לְדר וָדר הוּא קַיָּם וּשְׁמו קַיָּם. וְכִסְאו נָכון. וּמַלְכוּתו וֶאֱמוּנָתו לָעַד קַיֶּמֶת: וּדְבָרָיו חָיִים וְקַיָּמִים. נֶאֱמָנִים וְנֶחֱמָדִים לָעַד כאן יעזוב את הציציות וּלְעולְמֵי עולָמִים. ינשק הציצית ויניחם מידיו עַל אֲבותֵינוּ וְעָלֵינוּ. עַל בָּנֵינוּ וְעַל דּורותֵינוּ. וְעַל כָּל דּורות זֶרַע יִשרָאֵל עֲבָדֶיךָ | “ |
| – |   |

„wahr und aufrecht, fest und bleibend und gerade, geglaubt und geliebt, teuer, erstrebt und ansprechend, aber auch gefürchtet und machtherrlich, geordnet und durch Überlieferung übernommen, gut und schön ist dieses Wort uns obliegend in aller Ewigkeit. Wahr ist es, der Gott aller Zeiten ist unser König, Jaakobs Hort der Schild unseres Heils. Für Geschlecht und Geschlecht ist Er bleibend und sein Name bleibend, und fest steht sein Thron, uns seine Herrschaft und seine erziehende Treue ist für immer bestehend. Und seine Worte sind lebendig und bleibend, sind beglaubigt und erstrebenswert für immer und in alle Ewikeit. Über unseren Vätern und uns unseren Kindern und unseren Geschlechtern, wie über allen Geschlechtern des Samens Jisraels, Deinen Dienern  […].“

### Al ha-Rischonim
Al ha-Rischonim (hebräisch עַל הָרִאשׁונִים ‚Den Früheren‘) bildet den zweiten Abschnitt dieses Gebetes. Die Unveränderlichkeit soll der Vergleich mit einem Fels symbolisieren. Gott wird als „unsere Hilfe, unser Befreier und unser Retter“ beschrieben.
| עַל הָרִאשׁונִים וְעַל הָאַחֲרונִים. דָּבָר טוב וְקַיָּם לְעולָם וָעֶד. אֱמֶת וֶאֱמוּנָה. חק וְלא יַעֲבר. אֱמֶת. שָׁאַתָּה הוּא יי אֱלהֵינוּ וֵאלהֵי אֲבותֵינוּ. מַלְכֵּנוּ מֶלֶךְ אֲבותֵינוּ. גּואֲלֵנוּ גּואֵל אֲבותֵינוּ. יוצְרֵנוּ צוּר יְשׁוּעָתֵנוּ. פּודֵנוּ וּמַצִּילֵנוּ לעולם הוא שמך, ואין לנו עוד אלוקים זולתך סלה | “ |
| – |   |

„den früheren wie den späteren, steht dies als gutes, unveränderliches Wort in aller Ewigkeit, eine Wahrheit und festzuhaltende Grundlage, ein Gesetz, das nimmer vorübergeht. Wahrheit ist es, daß Du Gott unser Gott bist, wie Gott unserer Väter, unser König wie unserer Väter König, unser Erlöser wie Erlöser unserer Väter. Unser Bildner, Fels unserer Hülfe, unser Erlöser und Erretter ist von je Dein Name; kein Gott außer Dir.“

### Esrat Awotenu
Esrat Awotenu (hebräisch עֶזְרַת אֲבותֵינוּ ‚die Hilfe unserer Väter‘) bildet den dritten Abschnitt und beschreibt auch den Auszug aus Ägypten.
| עֶזְרַת אֲבותֵינוּ אַתָּה הוּא מֵעולָם. מָגֵן וּמושִׁיעַ לִבְנֵיהֶם אַחֲרֵיהֶם בְּכָל דּור וָדור. בְּרוּם עולָם מושָׁבֶךָ. וּמִשְׁפָּטֶיךָ וְצִדְקָתְךָ עַד אַפְסֵי אָרֶץ | “ |
| – |   |

„Beistand unserer Väter bist Du von je, Schild und Helfer ihren Söhnen nach ihn in jeglichem Geschlechte. In der Höhe der Welt ist Dein Thronen und Deine Gerichte und Dein Wohlthun reichen bis an der Erde Enden.“

### Mi Kamocha
Der Segensspruch endet mit dem Abschnitt Mi Kamocha und dem Segensspruch Ga'al Jisrael (hebräisch ברוך אתה ה' גָאַל ישראל ‚derjenige, der Israel erlöst‘).

## Zizit
Während des Vortrags des Emet we-Jaziw nimmt man eine Zizit des Tallit in die Hand, da im Gebet die Worte „Bringe uns Frieden an den vier Ecken der Erde“ vorkommen. Die Zizit wird durch den ganzen Vortrag des Emet we-Jaziw hindurch in der Hand gehalten, bei der Erwähnung des Wortes „Zizit“ geküsst und anschließend wieder los gelassen, ebenso wie im vorhergehenden Schma.